# Ammophila apicalis
Ammophila apicalis är en biart som beskrevs av Guérin-Méneville 1835. Ammophila apicalis ingår i släktet Ammophila och familjen grävsteklar. Inga underarter finns listade i Catalogue of Life.

## Bildgalleri

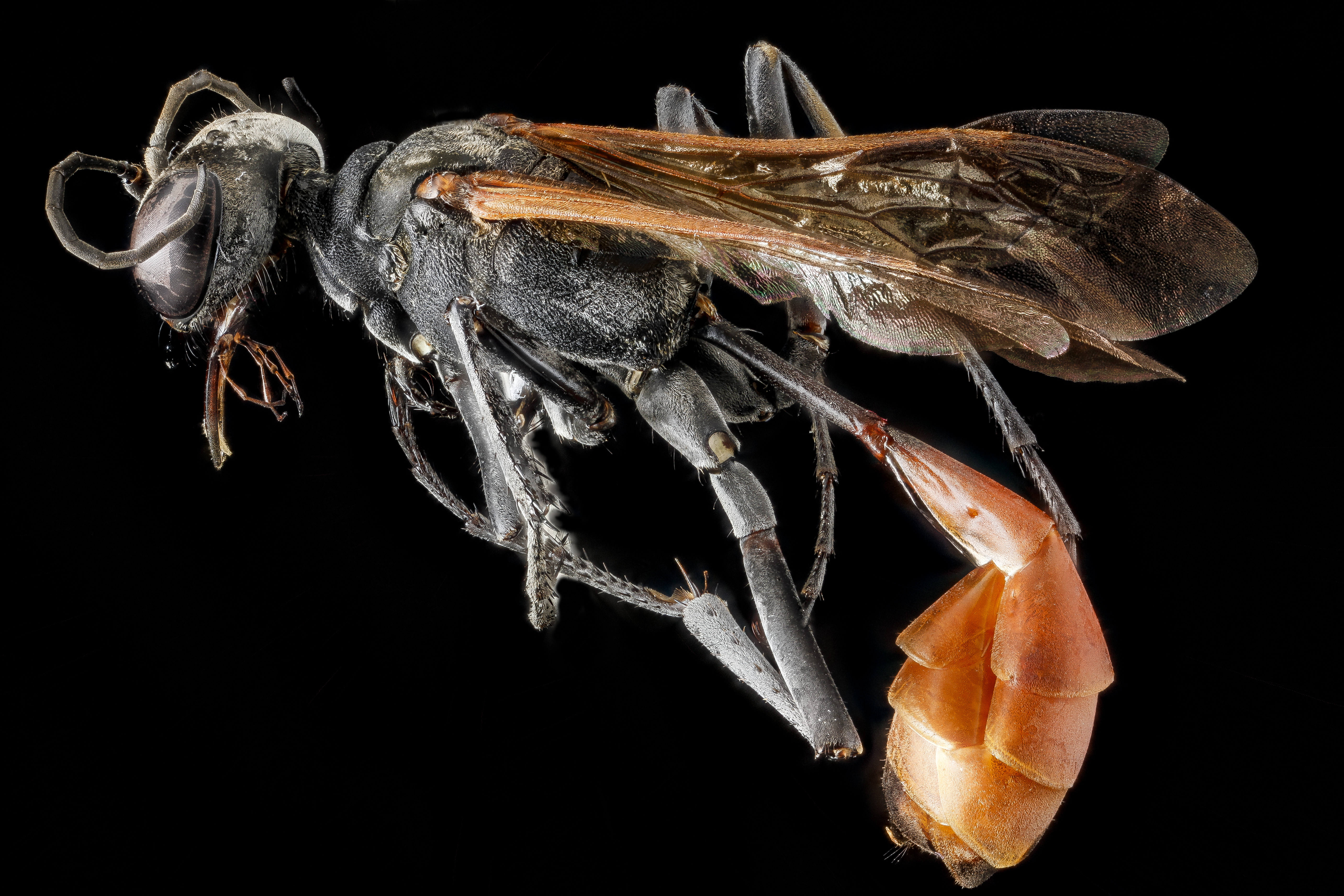